# Fonbeauzard
Fonbeauzard este o comună în departamentul Haute-Garonne din sudul Franței. În 2009 avea o populație de 2.828 de locuitori.

## Evoluția populației
| An        | 1975 | 1982  | 1990  | 1999  | 2006  | 2009  |
| --------- | ---- | ----- | ----- | ----- | ----- | ----- |
| Populație | 588  | 1.286 | 2.393 | 2.603 | 2.766 | 2.828 |